# Пшихуд (Млавський повіт)
Пшихуд (пол. Przychód) — село в Польщі, у гміні Шренськ Млавського повіту Мазовецького воєводства.
Населення — 241 особа (2011).
У 1975—1998 роках село належало до Цехановського воєводства.

## Демографія
Демографічна структура станом на 31 березня 2011 року:
|          | Загалом | Допрацездатний вік | Працездатний вік | Постпрацездатний вік |
| -------- | ------- | ------------------ | ---------------- | -------------------- |
| Чоловіки | 125     | 41                 | 71               | 13                   |
| Жінки    | 116     | 34                 | 57               | 25                   |
| Разом    | 241     | 75                 | 128              | 38                   |